# Johan Afzelius

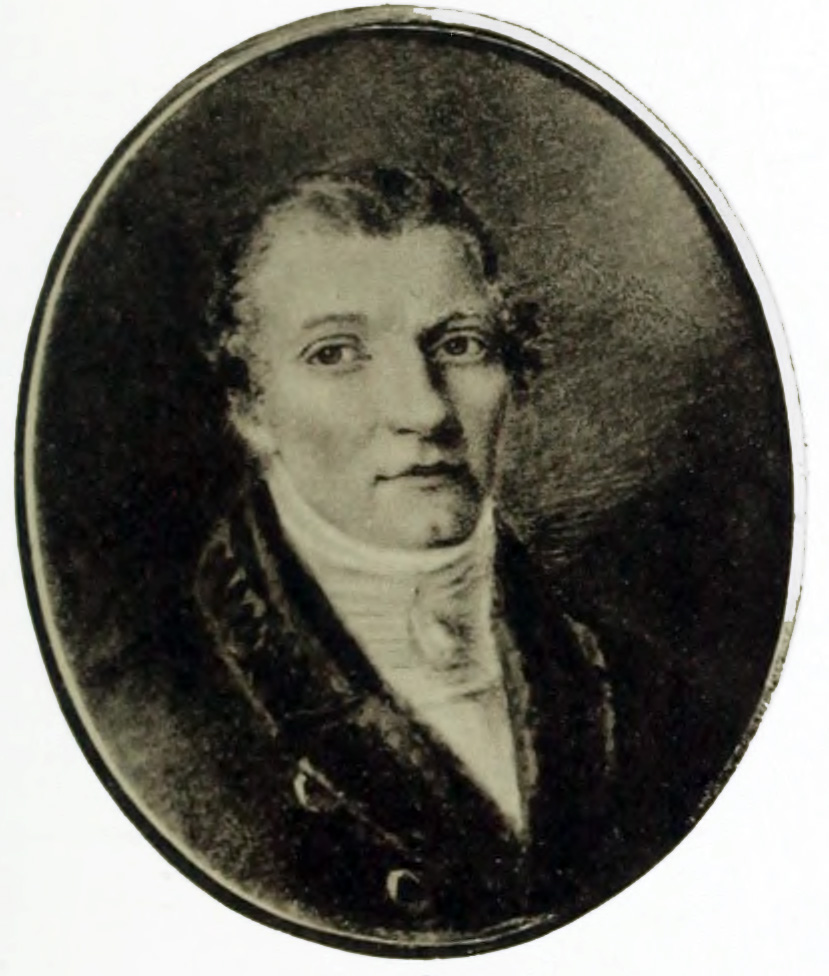
Johan Afzelius

Johan Afzelius (n. 1753, Larv – d. 1837)  a fost un chimist suedez și unul dintre mentorii lui Berzelius.
1. 1 2  Autoritatea BnF, accesat în 10 octombrie 2015
2. 1 2 3 4 5 6  Johan (Jan) Afzelius (în suedeză), Svenskt biografiskt lexikon
3. ↑  Afzelius, Adam Född: 1750-10-08, Svenskagravar.se[*], accesat în 9 august 2019
4. ↑  Czech National Authority Database, accesat în 1 martie 2022